# Hrysziwci
Hrysziwci (ukr. Гришівці, hist. pol. Hryszowce) – wieś na Ukrainie w rejonie tywriwskim, obwodu winnickiego, na wschodnim Podolu.
W czasach I Rzeczypospolitej wieś leżała w województwie bracławskim w prowincji małopolskiej Korony Królestwa Polskiego. Odpadła od Polski w wyniku II rozbioru.

## Dwór
- dwór przebudowany w drugiej połowie XIX w. przez dodanie dwukondygnacyjnego skrzydła, przez Russanowskich[5][6].